# 費玉清
費 玉清（ひ ぎょくせい、フェイ・ユーチン、1955年7月17日 - ）は、台湾の元歌手・司会者である。1973年にデビューし、2020年1月に引退した。

## 若年期
費玉清は1955年7月17日に台北市において、中国本土出身の両親の間に生まれた。本名は張彦亭(Zhāng Yàntíng)である。張家には3人の子供がおり、彦亭は末っ子である。
姉の張彦瓊は、費貞綾（ジェニー・フェイ）の芸名の歌手だったが、実業家を経て出家し恒述の法号を名乗っている。兄の張彦明（芸名 張菲）も歌手・司会者である。

## キャリア
費は1973年にデビューし、兄と共に多くのファンを獲得した。
歌手としての芸風は正統派の民謡歌手で、外省人であるため国語の曲が多く、中国大陸でも有名である。テレビの主題歌も多く歌い、その中には番組よりも歌の方が人気となったものもあった。費のヒット曲には、代表曲の『一剪梅』ほか、劉家昌作詞作曲の『中華民国頌』と『晚安曲』などがある。周杰倫とも『千里之外』でコラボしたことがある。金曲奨の最優秀男性シンガー、最優秀国語男性シンガー、最優秀国語アルバムで6回ノミネートされ、最優秀国語アルバム賞を1回受賞した。金鐘奨の最優秀男性芸能人賞も1回受賞した。
司会者としては、金鐘奨のバラエティ番組司会者賞を3回受賞している。1993年から1998年にかけて、兄の張菲とともに台湾電視公司(TTV)のゴールデンタイムのバラエティ番組『龍兄虎弟』の司会を務めた。中天テレビに「費玉清的清音楽」という冠番組もあった。特に他の歌手のものまねと下ネタの芸が有名であり、番組で下ネタを連発して制作側を困惑させたこともある。ものまねが得意であることから「歌壇九官鳥」のあだ名がある。
2018年9月、翌年の芸能界からの引退を発表した。中国本土、マカオ、マレーシア、アメリカ、カナダ、オーストラリア、シンガポール、香港、台湾の各地でコンサートツアーを開催した後、2019年11月に台北アリーナで最後の公演を開いた。
引退直後の2020年、『一剪梅』を歌う男性の自撮り動画がネットミームとなり、この曲自体もノルウェー、スウェーデン、フィンランド、ニュージーランドなどでSpotify Viral 50チャートにランクインした。

## 私生活
費は、彼のファンだった日本人女性と交際し、1981年に婚約を発表した。しかし、相手の父親が費に対して、日本国籍を取得して自分の家に入婿することを求め、それでは歌手としてのキャリアを諦めることとなるため、結婚を断念した。それ以来、費は独身のままである。